# Howard Rosenman
Zvi Howard Rosenman (* 1. Februar 1945 in Brownsville, New York City) ist ein US-amerikanischer Filmproduzent, Drehbuchautor und Schauspieler.

## Leben und Karriere
Howard Rosenman kommt aus einer Familie von aschkenasische Juden, die lange in Jerusalem lebte, aber wegen der Judenverfolgung in den 1920er-Jahren in die USA emigrierte. Er wuchs in New York auf und nahm zunächst ein Medizinstudium auf, im Sechstagekrieg 1967 war er Sanitäter bei den israelischen Verteidigungsstreitkräften. Zurück in New York, überredete ihn sein Bekannter und Mentor Leonard Bernstein dazu, in das Showgeschäft einzusteigen. Einen seiner ersten Jobs hatte er als persönlicher Assistent von Katharine Hepburn in André Previns Musical Coco. Nach Tätigkeiten als Regieassistent am Broadway sowie als Produzent von Werbespots produzierte er ab den frühen 1970er-Jahren mehrere Fernsehfilme.
Den Einstieg ins Kino schaffte er 1976 als Produzent des Musicaldramas Sparkle, zu dem er auch gemeinsam mit Joel Schumacher das Drehbuch schrieb. Mit den Filmemachern Rob Epstein und Jeffrey Friedman produzierte er in den 1980er- und 1990er-Jahren eine Reihe von Filmen über AIDS und Homosexualität, darunter auch der mit dem Oscar ausgezeichnete Dokumentarfilm Common Threads: Stories from the Quilt. Daneben war er von 1985 bis 1992 Co-Präsident der Produktion bei Sandollar, der Produktionsfirma von Dolly Parton. Hier produzierte er die romantische Filmkomödie Vater der Braut sowie die Horrorkomödie Buffy – Der Vampir-Killer. Anschließend war er von 1992 bis 1994 Produktionschef bei Brillstein-Grey Entertainment, ehe er seine eigene Produktionsfirma Howard Rosenman Productions gründete. Diese produzierte unter anderem Family Man (2000) mit Nicolas Cage und You Kill Me (2007) mit Ben Kingsley.
Ein spätes Schauspieldebüt machte er 2008 als David Goodstein, Gründer des Magazins The Advocate, in der oscarprämierten Filmbiografie Milk neben Sean Penn.

## Filmografie (Auswahl)
Als Produzent
- 1973: Isn’t It Shocking? (Fernsehfilm)
- 1976: Sparkle (auch Drehbuch)
- 1979: Was, du willst nicht? (The Main Event)
- 1980: Der starke Wille (Resurrection)
- 1989: Roadhome (Lost Angels)
- 1989: Common Threads: Stories from the Quilt (Dokumentarfilm)
- 1991: Der große Blonde mit dem schwarzen Fuß (True Identity)
- 1991: Vater der Braut (Father of the Bride)
- 1992: Buffy – Der Vampir-Killer (Buffy the Vampire Slayer)
- 1992: Sanfte Augen lügen nicht (A Stranger Among Us)
- 1992: Wie ein Licht in dunkler Nacht (Shining Through)
- 1995: The Celluloid Closet (Dokumentarfilm)
- 2000: Paragraph 175 (Dokumentarfilm)
- 2000: Family Man (The Family Man)
- 2004: Noel
- 2007: You Kill Me
- 2007: Frühstück mit Scot (Breakfast with Scot)
- 2012: Sparkle (Neuverfilmung)
- 2017: Call Me by Your Name
- 2019: Shepherd: Die Geschichte eines Helden (Shepherd: The Story of a Jewish Dog)

Als Schauspieler
- 2008: Milk
- 2011: Coming & Going